# ZNF146
ZNF146‏ (Zinc finger protein 146) هوَ بروتين يُشَفر بواسطة جين ZNF146 في الإنسان.